# ناکاتسو، اوئیتا
ناکاتسو در استان اوئیتا در کشور ژاپن واقع شده‌است که دارای جمعیت ۸۴٬۱۷۹ نفر و مساحت ۴۹۱٫۰۹ کیلومتر مربع با تراکم جمعیت ۱۷۱ نفر در کیلومترمربع است و در تاریخ ۲۰ آوریل ۱۹۲۹ به عنوان شهر شناخته شد.